# Frank Dammers
Frank Dammers (Zwolle, oktober 1951) is een Nederlandse kunstschilder die woont en werkt in Zwolle. Hij werd bekend met het kunstwerk Freedom New York (2005), dat is opgenomen in de permanente collectie van het National 9/11 Memorial & Museum in New York. 

## Levensloop
Frank Dammers was een zoon van F.C.J. Dammers, een veteraan die in Nederlands-Indië heeft gevochten, en oud Defensie medewerker A.G. Weijenberg (1922-1973).
Kort na Frank's geboorte verhuisden zijn ouders binnen Den Haag. Vlak voor Dammers eerste jaar scheidden zijn ouders. Frank verhuisde met zijn moeder terug naar Zwolle.
Dammers ging naar de Parkschool, een lagere school in Zwolle. Op de middelbare school verloor hij zijn interesse in school en hij ging op vijftienjarige leeftijd in dienst bij de Koninklijke Marine. Deze verliet hij korte tijd later en hij ging terug naar Zwolle om de middelbare school af te maken. Zijn moeder was ernstig ziek geworden en dat maakte zijn verdere studie moeilijk. Hij ging aan de slag als tandtechnicus. Hij zorgde voor zijn moeder tot haar dood in 1973.

### Carrière
Na de dood van zijn moeder trouwde Dammers, kreeg drie kinderen en verwierf zijn boekhoudkundige diploma's. Eerst werkte hij als tandtechnicus bij een tandtechnisch laboratorium in Zwolle daarna bij een bank in Zwolle en vervolgens bij een computerbedrijf in Rotterdam. Tijdens zijn werk voor dit bedrijf volgde hij een cursus wiskundige programmeertalen in Londen in het BOAC training Center. Tussen 1975 en 1978 zette hij als hoofd van de computerdivisie de automatisering op van een vrachtwagenbouwer in Zwolle. Daarna werd Dammers Hoofd Deelnemingen van een toeleveringsbedrijf in de bouwindustrie in Zwolle. Tussendoor volgde hij onder andere computercursussen bij IBM.
Dammers en zijn partner scheidden in 1983. Na zijn scheiding werd hij aangesteld als hoofdadministrateur bij een stichting in Zwolle (OC&W) die zich bezighield met het runnen van een centrum voor kansarme jongeren. Hij ontmoette enkele jaren later zijn tweede vrouw.
Door het toenmalige verhaalbeleid van overheidswege kreeg Dammers te maken met een financiële nasleep van zijn eerste huwelijk. Hij realiseerde zich dat dit een veel breder gevoeld probleem was onder ex-echtelieden en was in 1990 een van de oprichters van de Vereniging Anti-Verhaalbeleid (VAV). Het initiatief vond weerklank in de maatschappij en diverse organisaties sloten zich aan. Mede hierdoor werd de verhaalsplicht voor ex-echtelieden in 1994 hervormd.

### De omslag
Dammers was een vroege veertiger, weer getrouwd en zijn baan als hoofdadministrateur aan het afbouwen mede omdat hij een eigen automatiserings- en administratieadviesbureau was begonnen, toen hij in 1991 onderweg naar zijn werk een zware aanrijding kreeg. De blijvende gevolgen hiervan maakten het hem onmogelijk zijn beroep nog uit te oefenen.
Twee jaar later leek alles weer enigszins op de rails en was zijn echtgenote zwanger. Zij en Dammers werden echter tijdens een autorit aangereden, en hielden daar blijvend letsel aan over, met definitieve arbeidsongeschikt als gevolg. Het ongeboren kind overleefde, en in de zomer van 1993 werd een gezonde dochter geboren.
Jaren verstreken en zijn vrouw en dochter en kinderen uit zijn eerste huwelijk spoorden Dammers aan zijn creatieve capaciteiten te benutten. Aanvankelijk volgde hij een cursus beeldhouwen bij Tom Waterreus, maar vanwege fysieke problemen stopte hij daarmee. Het schildermateriaal en de kunstboeken die hij voor zijn vijftigste verjaardag kreeg, sloegen echter aan. Met zijn werk Freedom New York wordt Dammers bekend.

### Freedom New York
Nog altijd in de nasleep van de auto-ongelukken in de jaren negentig was Dammers in 2004 in Mexico voor een revalidatieprogramma met dolfijnen, toen hij bij toeval een ontmoeting had met een groep overlevenden van de terreuraanslagen van 11 september 2001. Wellicht mede door zijn eigen traumatische ervaringen was hij zeer geraakt door de verhalen en raakte erdoor geïnspireerd. Hij besloot een schilderij te maken van de toekomstige skyline van New York dat optimisme en kracht moest uitstralen.
Dammers was toen nog nooit in New York geweest. Bovendien was de bouw van de Freedom Tower nog niet begonnen. Naar eigen zeggen maakte hij daarom berekeningen om de gebouwen zo goed mogelijk in verhouding te krijgen.
At the time Dammers began the painting, the rebuilding plans were barely underway. Nonetheless, he envisioned the area’s bright, colorful future, with One World Trade Center already standing tall and proud against the skyline.
Het kostte hem ruim een jaar, maar in 2005 was het kunstwerk af. Het bestaat uit een drieluik met een echt schilderij en twee giclees. Op de eerste giclee zijn de Twin Towers ingeschilderd, op de tweede giclee de lege ruimte na 11 september en het derde uiteindelijke schilderij de nieuwbouw met de Freedom Tower. Het werk laat zo de veranderde skyline van New York vanaf de East River in Brooklyn zien met de dan nog te bouwen Freedom Tower. Het schilderij is volgens Dammers een ode aan de veerkracht van de stad en toont het beeld van een stad die is verrezen in weerwil van de terroristische aanslagen van 2001. Het was het eerste kunstwerk dat de nieuwe skyline van New York – met de Freedom Tower – toonde.
Zijn werk in het algemeen en Freedom New York in het bijzonder ontlokten dermate positieve reacties, dat Dammers eind 2005 besloot met zijn werk de Amerikaanse markt op te gaan.
Twee medewerkers van het National 9/11 Memorial & Museum ontdekten in 2008 het schilderij tijdens een kunstbeurs in New York: ze zagen ter plaatse wat het schilderij deed met het publiek en vonden dat het schilderij van Dammers in het museum thuishoorde. Ze vonden het een energiek schilderij, geknipt voor de permanente tentoonstelling in het museum en sinds 2008 heeft Dammers contact met de staf van het museum gehouden. Het onderwerp is al zwaar genoeg en dankzij de felle kleuren komen bezoekers niet terneergeslagen, maar juist vol positieve energie naar buiten: "This painting passes the limits of desperation and is a new powerful impetus to continue life".
Het werk wordt vanwege de geometrische abstractie en gedurfde stijl vergeleken met dat van Piet Mondriaan en Paul Klee. Het wordt ook wel beschreven als een mengeling van de naïeve verbeelding van Grandma Moses en het jazzy kleurritme van Mondriaan.
Het museum was echter nog in aanbouw en er ging enige tijd voorbij. In november 2011 nodigde de directie van het museum Dammers uit om te overleggen hoe het werk eventueel onderdeel zou kunnen worden van de permanente collectie van het National 9/11 Memorial & Museum. In januari 2012 lieten de museumbestuurders weten dat zij het graag wilden opnemen in hun permanente collectie. Het schilderij ‘zal de toekomstige bezoekers positieve gevoelens meegeven’, stelde de 9/11-organisatie. Dammers besloot daarop het schilderij aan het museum te schenken. In de zomer dat jaar werd het in het kader van de Art Premiere Event Freedom New York op de led-reclamezuilen van Times Square in New York getoond.
Het schilderij vertrok half februari naar New York. Het museum was toen al geopend, maar de expositie had zijn definitieve vorm nog niet gevonden. Het schilderij werd in oktober 2016 onthuld en Dammers was uitgenodigd voor de officiële overhandiging. Met Freedom New York was Frank Dammers de eerste buitenlandse kunstenaar die een werk in het 9/11 Memorial & Museum heeft hangen.
Bij de herdenking in 2023 van de aanslagen op de Twin Towers is het werk prominent in de achtergrond verwerkt van een speciaal educatieprogramma van het museum dat wereldwijd op scholen wordt verspreid. Ook is het te zien in een 30 minuten durende educatieve film die ruim een week lang in de VS in bioscopen is vertoond.

## Schilderstijl
Dammers ontwikkelde een eigen stijl die in De Kunstgids van 2013 beschreven wordt als een eigen variant op de geometrische abstracte schilderkunst: gebruikmakend van zijn vermogen om constructief te denken bouwt hij kleurrijke composities. Ieder penseelstreekje wordt nauwkeurig berekend. Deze nauwkeurigheid zou nodig zijn voor de vele skylines van grote steden die Dammers schildert: hij heeft een fascinatie voor architectuur en dat blijkt uit de geometrische en evenwichtige opbouw van zijn composities. "Op ingenieuze wijze wordt gespeeld met ruimte en perspectief waardoor zijn schilderijen het oog strelen en verbazen maar ook misleiden". Ze variëren van puur abstract naar naïef-figuratief en immer met ritmische kleurcontrasten.
Vanuit zijn wiskundige achtergrond is hij geboeid door lijnen en patronen en de verhouding daartussen. Hij probeert daarbij gebruik te maken van optimistische kleuren: volgens kunstcriticus Wim van der Beek organiseert Dammers zijn kleuren zodanig dat zij een werkelijkheidsgetrouw beeld vormen zonder in te boeten aan de verbeeldingskracht en inspanning van de kunstenaar om de werkelijkheid op een positieve en constructieve wijze te zien: Dammers zoekt net als Mondriaan en andere kunstenaars die werken in de geest van het Bauhaus naar manieren om uitdrukking en vorm te geven aan de ideologie van een betere wereld. Volgens Van der Beek speelt Dammers vernuftig met ruimte en perspectief en leidt zijn werk tot vergelijkingen met werk van zowel Escher en magisch realisten.

## Oeuvre
| Thema     | Titel                            | Jaar | Techniek                     | Afmetingen             | Collectie              | Ref./Opmerking         |
| --------- | -------------------------------- | ---- | ---------------------------- | ---------------------- | ---------------------- | ---------------------- |
| Overig    | Golden Guards                    |      | Acryl op Belgisch linnen     | 39 x 31,5 inch         |                        |                        |
| Abstract  | Labyrint                         | 2002 | acryl op katoen              | 19,6 X 15,7 inch       |                        |                        |
| Abstract  | Innerspace                       | 2003 | acryl op katoen              | 31,5 X 23,6 inch       |                        |                        |
| Abstract  | Inside-Outside Pyramid           | 2004 | acryl op katoen              | 19,6 X 15,7 inch       |                        |                        |
| Abstract  | Flying Cube                      | 2004 | acryl op katoen              | 5,6 X 11,8 inch        |                        |                        |
| Abstract  | Balance                          | 2006 | acryl op Belgisch linnen     | 31,5 X 23,6 inch       |                        |                        |
| Skyline   | Freedom New York                 | 2005 | acryl op katoen              | 99.06 cm X 147.32 cm   | 9/11 museum, New York  | Deel van drieluik      |
| Skyline   | Ground Zero                      | 2005 | Ingeschilderd op gicleeprint | 99.06 X 147,32 cm      |                        | Deel van drieluik      |
| Skyline   | Twin Towers                      | 2005 | Ingeschilderd op gicleeprint | 99,06 cm X 147,32 cm   |                        | Deel van drieluik      |
| Skyline   | Central Park                     | 2006 | acryl op katoen              | 39,4 x 59,0 inch       |                        |                        |
| Skyline   | Golden Gate Bridge San Francisco | 2006 | acryl op katoen              | 31,5 x 47,2 inch       |                        |                        |
| Skyline   | The Gate to Los Angeles          | 2006 | acryl op katoen              | 39,4 x 55,1 inch       |                        |                        |
| Skyline   | Sears Chicago                    | 2007 | acryl op katoen              | 39,4 x 59,0 inch       | Witte Huis, Washington |                        |
| Skyline   | Miami Blue                       | 2007 | acryl op Belgisch linnen     | 43,3 x 63,0 inch       |                        |                        |
| Skyline   | View at Singapore                | 2011 | acryl op Belgisch linnen     | 43,3x 63,0 inch        |                        |                        |
| Overig    | Sky Cities                       | 2013 | acryl op Belgisch linnen     | 110 x 160 cm           |                        |                        |
| Skyline   | Pudong from the Bund Shanghai    | 2015 | acryl op Belgisch linnen     | 35,4 X 63 inch         |                        |                        |
| Skyline   | Dubai                            | 2016 | acryl op Belgisch linnen     | 35,4 x 63 inch         |                        |                        |
| Overig    | Heavenleaves                     | 2002 | olieverf op katoen           | 31,5 X 23,6 inch       | Prive collectie        |                        |
| Steden    | Secret City of Asia              | 2004 | acryl op katoen              | 31,5 x 39,4 inch       | Prive collectie        |                        |
| Overig    | Cosmos                           | 2004 | acryl op katoen              | 39 X 59 inch           |                        |                        |
| Steden    | Nightlight                       | 2004 | acryl op katoen              | 23,6 x 35,4 inch       |                        |                        |
| Overig    | Pyramids                         | 2005 | acryl op katoen              | 23,6 X 23,6 inch       |                        |                        |
| Overig    | Artheads                         | 2006 | acryl op katoen              | 35,4 X 23,6 inch       |                        |                        |
| Steden    | 51 Street                        | 2006 | acryl op katoen              | 7,9 x 19,7 inch        |                        |                        |
| Overig    | Imagination City                 | 2007 | acryl op Belgisch linnen     | 39,4 x 59,0 inch       |                        |                        |
| Overig    | In Space                         | 2007 | acryl op Belgisch linnen     | 31,5 x 39 inch         |                        |                        |
| Steden    | Beach Town California            | 2008 | acryl op Belgisch linnen     | 43,3 x 63,0 inch       | Prive collectie        |                        |
| Steden    | Baseball City                    | 2009 | acryl op Belgisch linnen     | 47,2 x 35,4 inch       |                        |                        |
| Steden    | Metropolis                       | 2009 | acryl op Belgisch linnen     | 59,0 x 98,4 inch       |                        |                        |
| Overig    | Space Cities                     | 2010 | acryl op Belgisch linnen     | 43,3 X 63,0 inch       |                        |                        |
| Overig    | Modern Art House                 | 2021 | acryl op Belgisch linnen     | 23,6 X 47,2 X 1,6 inch |                        |                        |
| Landschap | Magical Landscapes               | 2020 | acryl op Belgisch linnen     | 26 x 6 feet            |                        | Presentatie in theater |
| Landschap | Flower Cornfields                | 2021 | acryl op Belgisch linnen     | 23,6 X 47,2 X 1,6 inch |                        |                        |
| Landschap | Secret Mountains                 | 2020 | acryl op Belgisch linnen     | 24 X 63 inch           |                        |                        |
| 3D giclee | Dream Woman of the Future        | 2013 |                              |                        |                        |                        |

## Exposities
- 2007: Dutch Florence Biennale artists (dFBa) (eerste editie) in Galerie Spiegelbeeld, Emmen.[26]
- 2007: Biënnale Internazionale Dell’Arte Contemporanea, Florence.[26][27]
- 2008: Art Expo, New York[28]
- 2009: Toronto International Art Fair (TIAF).[29]
- 2011: Miljonairsbeurs in RAI Amsterdam.[30]
- 2015: World Trade Gallery, New York.[31]

## Lidmaatschappen
- Lid van de Netherland-America Foundation.[32]
- Lid van Beroeps Organisatie Kunstenaars (BOK).[33]
- Initiatiefnemer van Frank Dammers Fine Art Foundation (FDFAF), die in 2012 werd opgericht mede op advies van de Gemeente Zwolle.[34] De stichting spant zich in om werk van kunstenaars onder de aandacht te brengen. Het gaat om kunstwerken of uitingen waarvan de stichting vindt dat die op dit moment in het publieke domein worden ondergewaardeerd.[21] Zo werd in 2017 een geschikt museum of ander soortgelijke instelling gezocht voor het Holocaust-kunstwerk inclusief film van de toen net overleden Henry Hirsch.[35]